# Diocesi di Idassa
La diocesi di Idassa (in latino Dioecesis Idassensis) è una sede soppressa e sede titolare della Chiesa cattolica.

## Storia
Idassa, nei pressi di Merkeb-Talha (Macomades) nell'odierna Algeria, è un'antica sede episcopale della provincia romana di Numidia.
Sono solo due i vescovi documentati di questa diocesi africana. Alla conferenza di Cartagine del 411, che vide riuniti assieme i vescovi cattolici e donatisti dell'Africa romana, prese parte il donatista Rogaziano, che dichiarò che nella sua diocesi non c'erano vescovi cattolici. Aurelio di Macomades gli rispose, dicendo che a Idassa c'era un prete cattolico di nome Fiorentino, che dipendeva dalla sua diocesi, e che si era in attesa della consacrazione di nuovo vescovo, dopo la morte dei tre che occuparono successivamente la sede di Idassa.
Secondo vescovo noto è Adeodato, il cui nome appare al 27º posto nella lista dei vescovi della Numidia convocati a Cartagine dal re vandalo Unerico nel 484; Adeodato, come tutti gli altri vescovi cattolici africani, fu condannato all'esilio.
Dal 1933 Idassa è annoverata tra le sedi vescovili titolari della Chiesa cattolica; dal 19 giugno 2024 il vescovo titolare è Pedro Bernardo Cannavó, vescovo ausiliare di Buenos Aires.

## Cronotassi

### Vescovi residenti
- Rogaziano † (menzionato nel 411) (vescovo donatista)

- Adeodato † (menzionato nel 484)

### Vescovi titolari
- Francesco Bracci † (5 aprile 1962 - 19 aprile 1962 dimesso)
- Bohdan Bejze † (25 giugno 1963 - 19 marzo 2005 deceduto)
- José Rojas Rojas (25 luglio 2005 - 19 maggio 2008 nominato prelato di Libmanan)
- Vincent Alexandre Édouard Élie Jordy (19 settembre 2008 - 22 luglio 2011 nominato vescovo di Saint-Claude)
- Rubens Sevilha, O.C.D. (21 dicembre 2011 - 28 marzo 2018 nominato vescovo di Bauru)
- Gianpiero Palmieri (18 maggio 2018 - 29 ottobre 2021 nominato arcivescovo, titolo personale, di Ascoli Piceno)
- Joseph Andrew Williams (10 dicembre 2021 - 21 maggio 2024 nominato vescovo coadiutore di Camden)
- Pedro Bernardo Cannavó, dal 19 giugno 2024